# Hottó
Hottó is een plaats (község) en gemeente in het Hongaarse comitaat Zala. Hottó telt 342 inwoners (2001).